# Sorbonne Université
La Sorbonne Université è un'università francese situata a Parigi. L'università è stata istituita il 1º gennaio 2018 con la fusione dei due atenei Università di Parigi-Sorbona (Parigi IV) e Università Pierre e Marie Curie (Parigi VI).

## Organizzazione
La Sorbonne Université si struttura in istituti e unità didattiche di formazione e ricerca, riuniti in tre facoltà:
- Facoltà di Medicina
- Facoltà di Scienze e Ingegneria
  - le unità di formazione e ricerca, gli istituti e le scuole afferenti agli ambiti dell'ingegneria e delle scienze
- Facoltà di Lettere
  - le unità di formazione e ricerca afferenti alle discipline di Lettere, Lingue, Scienze umane e sociali
  - CELSA la Scuola di studi superiori in Scienze dell'informazione e della comunicazione (École des hautes études en sciences de l'information et de la communication)
  - ESPE la Scuola superiore per d'insegnamento e educazione (École supérieure du professorat et de l'éducation) dell'Académie de Paris

## Sedi

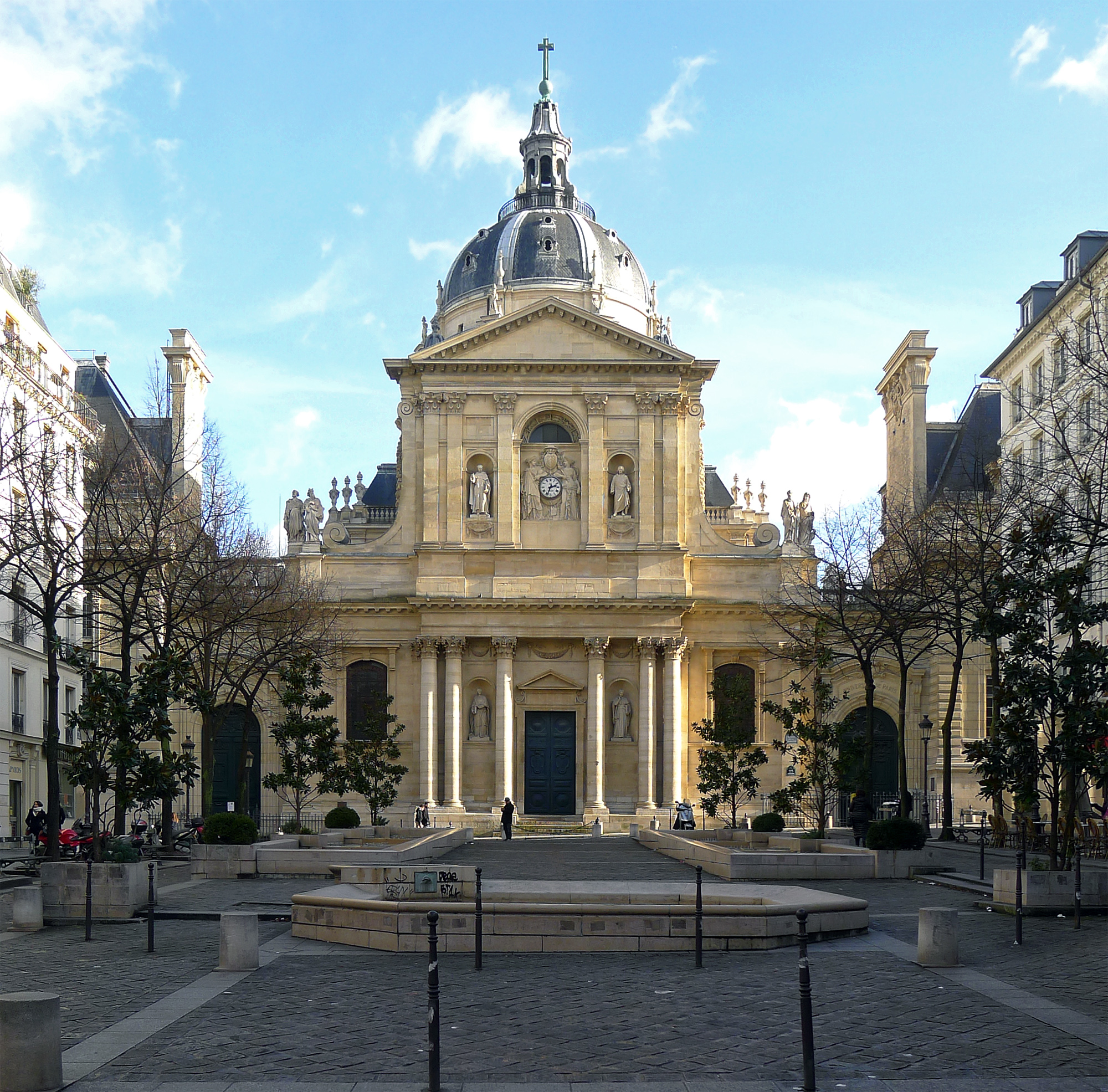
Place de la Sorbonne, situata sulla riva sinistra della Senna

Le cinque sedi principali della Sorbonne Université sono i campus: della Sorbona, di Pierre e Marie Curie, della Pitié-Salpêtrière, e i centri di Clignancourt e Malesherbes. L'università dispone inoltre di 26 sedi a Parigi e nella regione Île-de-France e tre osservatori oceanografici lungo le coste francesi.

### Parigi
II arrondissement di Parigi
- Institut national d'histoire de l'art (INHA)

IV arrondissement di Parigi
- Centro di studi catalani, in rue Sainte-Croix-de-la-Bretonnerie

V arrondissement di Parigi
- Campus della Sorbona, in rue Victor-Cousin
- Campus Pierre et Marie Curie (ex campus de Jussieu)
- Institut de géographie et de l'aménagement, in rue Saint-Jacques
- Istituto di studi iberici, in rue Gay-Lussac
- Centro Internazionale di Studi francofoni, in rue Victor Cousin
- Sito Curie, in rue Pierre et Marie Curie
- Institut du Fer-à-Moulin, in rue du Fer-à-Moulin

VI arrondissement di Parigi
- Campus dei Cordiglieri

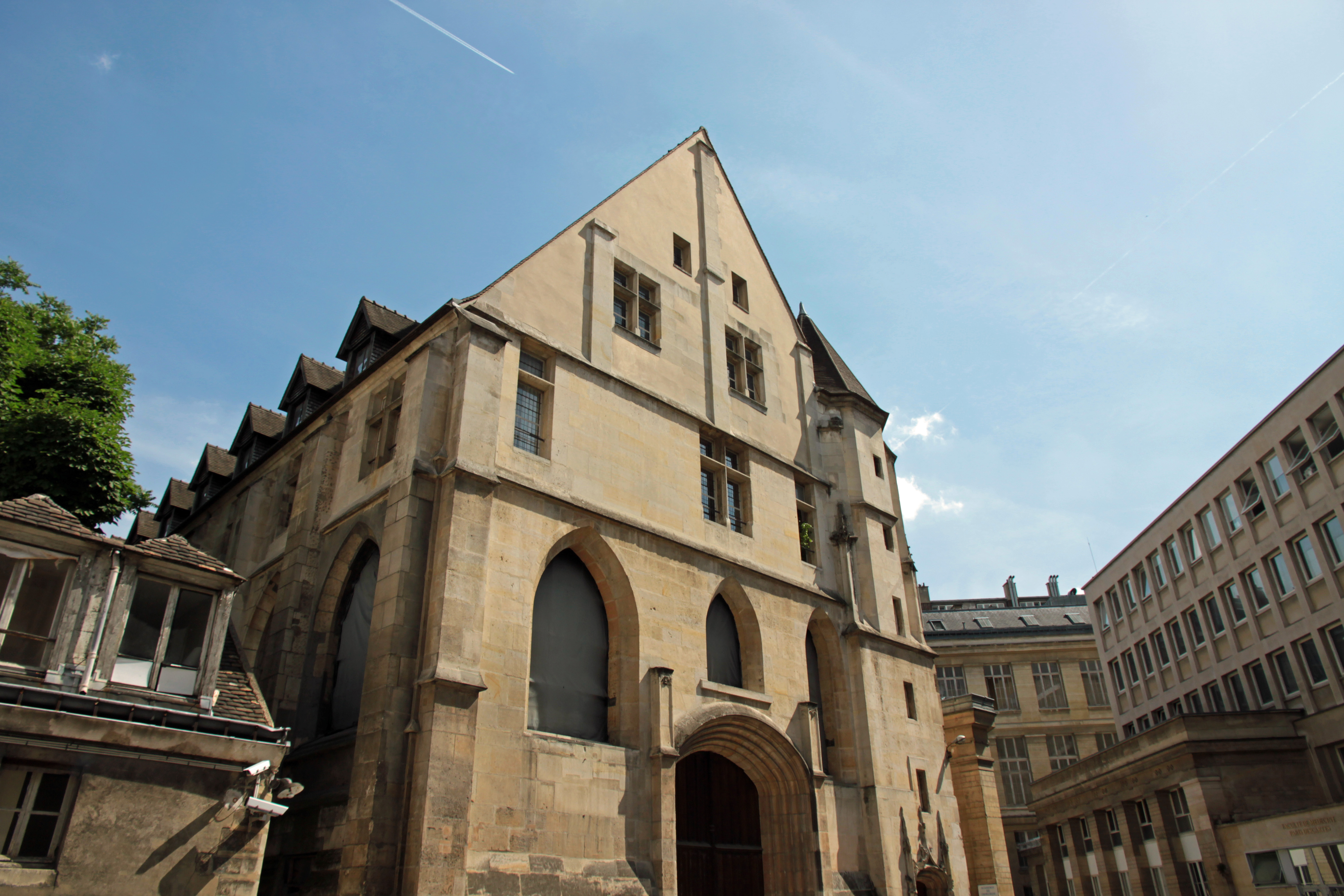
L'ex refettorio del convento dei Cordiglieri, in rue de l'École-de-Médecine

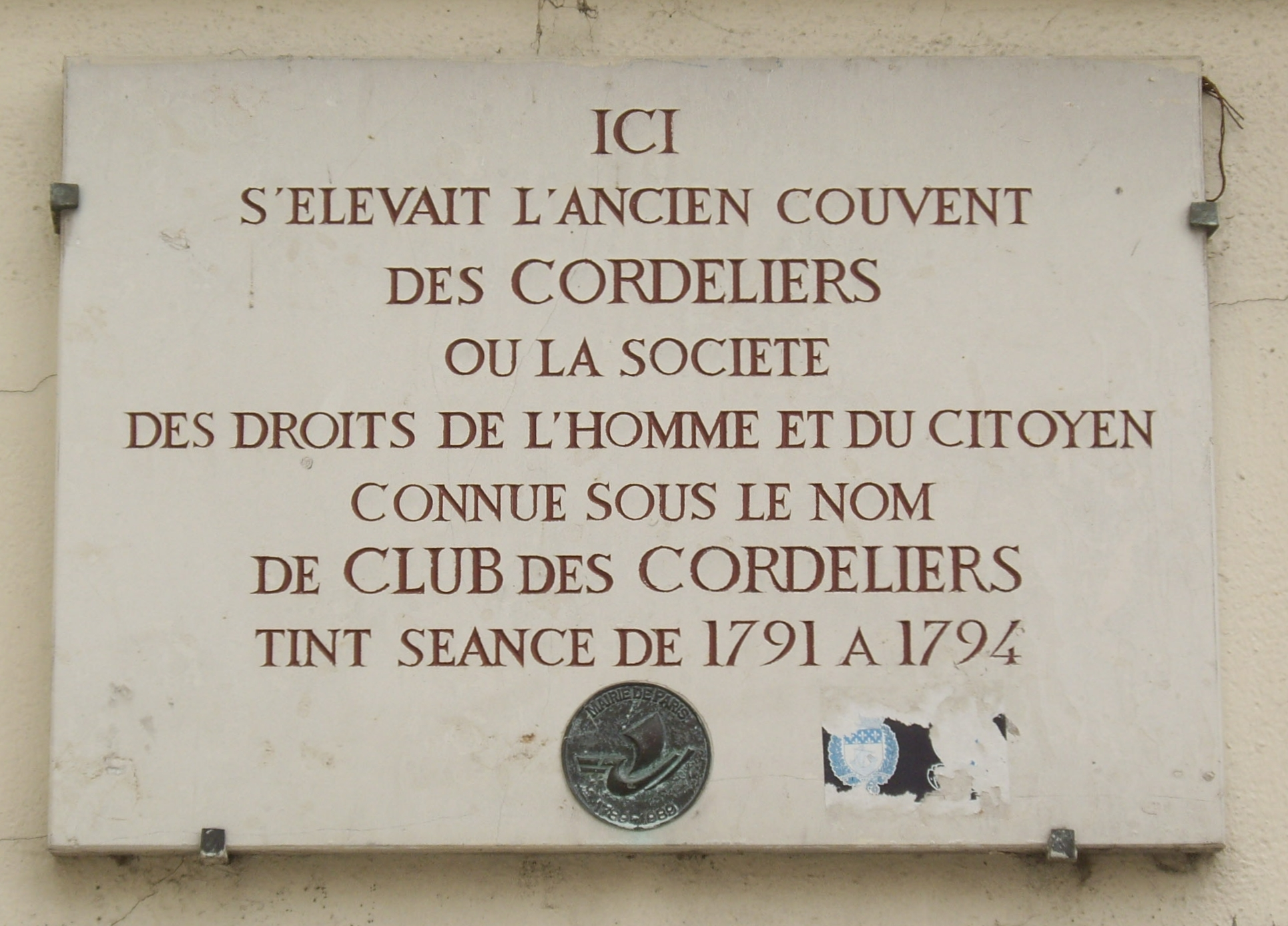

- Maison de la recherche, in rue Serpente 28 con il laboratorio di geografia Espaces, Nature et Culture (ENeC)
- Institut d'art et d'archéologie (Centro Michelet), in rue Michelet 3
- Institut d'urbanisme et d'aménagement, in rue Serpente
- Centro di studi slavi, in rue Michelet 9
- Campus di Raspail

XII arrondissement di Parigi
- Campus di Saint-Antoine, in rue du Faubourg Saint-Antoine 184
- Institut de la vision, in rue Moreau 17
- Sito Trousseau, in avenue du Docteur Arnold Netter 26

XIII arrondissement di Parigi
- Campus della Pitié-Salpêtrière

XIV arrondissement di Parigi
- Institut d'astrophysique de Paris (IAP), in boulevard Arago 98 bis

XVI arrondissement di Parigi
- Scuola superiore per d'insegnamento e educazione (ESPE)

XVII arrondissement di Parigi
- Centro di Malesherbes (ex sede dell'HEC di Parigi), in boulevard Malesherbes

XVIII arrondissement di Parigi
- Centro di Clignancourt, in rue Francis-de-Croisset

XX arrondissement di Parigi
- Sito Tenon, in rue de la Chine

### Île-de-France
- Ivry-sur-Seine: site Le Raphaël e l'Institut de la longévité et du vieillissement
- Neuilly-sur-Seine: scuola di studi superiori in Scienze dell'informazione e della comunicazione (CELSA)
- Sede di Saint-Cyr-l'École
- Campus d'Orsay

### Altre regioni
- Bretagna: stazione di biologia marina di Roscoff
- Occitania: osservatorio oceanografico di Banyuls-sur-Mer (OOB), noto anche come Laboratoire Arago
- Provenza-Alpi-Costa Azzurra: osservatorio oceanografico di Villefranche-sur-Mer

### Estero
- Emirati Arabi Uniti: Sorbonne Université Abu Dhabi

## Partenariati e collaborazioni
Sorbonne Université è membro dell'Association Sorbonne Université con l'Université de technologie di Compiègne, l'Institut européen d'administration des affaires, il Museo nazionale di storia naturale di Francia, il CIEP Centro internazionale per gli studi pedagogici, il Pôle supérieur Paris-Boulogne-Billancourt (PSPBB) e quattro centri di ricerca: il CNRS, l'INRIA, l'Inserm (Institut national de la santé et de la recherche médicale) e l'IRD (Istituto di ricerca per lo sviluppo).
L'università appartiene altresì all'Associazione delle università europee (EUA), alla Rete istituzionale delle università dalle Capitali d'Europa (UNICA) e alla Lega Europea delle Università di Ricerca (LERU) che riunisce 23 fra gli istituti europei più prestigiosi..

## Storia e patrimonio
La nuova università si presenta profondamente radicata nel tessuto urbano di Parigi intriso di storia, arte e cultura. Nasce infatti dalla fusione di due delle eccellenze accademiche di Francia, votata alla continuità e raccogliendone l'eredità, persegue l'ambizioso progetto allora iniziato, coniugando al contempo tradizione ed innovazione.

### Università Paris-Sorbonne
L'Università di Parigi-Sorbona (Paris IV) è stata un'università francese attiva dal 1º gennaio 1971 al 31 dicembre 2017. Fu una delle tredici Università di Parigi create nel 1970 in seguito ai fatti del maggio 1968 e rimaste tali sino al 31 dicembre 2017.
Erede del Collège fondato nel 1257 da Robert de Sorbon nel sito dell'antica Sorbona e poi della Facoltà di Lettere dell'Università di Parigi, l'Università di Parigi-Sorbona era stata creata dal decreto del 23 dicembre 1970, confermata dal decreto del 17 luglio 1984.

### Università Pierre e Marie Curie
L'Università Pierre e Marie Curie (Paris VI o UPMC) è stato un grande istituto universitario francese, attivo dal 1º gennaio 1971 al 31 dicembre 2017. Svolgeva attività in tutti i campi della ricerca ai massimi livelli, come dimostrano i molteplici riconoscimenti e premi vinti dai suoi ricercatori unitamente alle numerose collaborazioni internazionali che l'università intrattenne nei cinque continenti.
L'università aveva sede nel Campus di Jussieu del quartiere latino di Parigi nel V arrondissement; contava oltre 180 laboratori, la maggior parte dei quali associata con il Centre national de la recherche scientifique (CNRS). La facoltà di medicina includeva l'ospedale della Salpêtrière e l'ospedale Saint-Antoine.
Alcuni tra gli istituti e laboratori più conosciuti dell'ateneo, sono l'Istituto Henri-Poincaré, l'Institut d'astrophysique de Paris, il Laboratorio di informatica e reti (LIP6) ed infine, l'Institut de mathématiques de Jussieu-Paris Rive Gauche (IMJ-PRG) e il Laboratoire Kastler-Brossel che condivideva, rispettivamente, con l'Université Paris Diderot e con l'École normale supérieure.